# تيرينس ماكينا
كان تيرينس كيمب ماكينا (16 نوفمبر 1946 - 3 أبريل 2000) عالمًا أمريكيًا في علم النباتات الشعبي، وروحانيًا، ورائدًا نفسانيًا، ومحاضرًا، ومؤلفًا، ومناصرًا فعالًا للاستخدام المسؤول للنباتات المخلة بالنفس التي تنمو بشكل طبيعي. تحدث وكتب عن مجموعة متنوعة من المواضيع، بما في ذلك العقاقير المخلة بالنفس، والإنثيوجينات النباتية، والشامانية، والميتافيزيقيا، والخيمياء، واللغة، والفلسفة، والثقافة، والتقانة، وحماية البيئة، والأصول النظرية للوعي البشري. قد أطلق عليه «تيموثي ليري التسعينيات»، و«إحدى الشخصيات الرائدة في أسس الوجود الشامانية»، و«الصوت الفكري لثقافة الهذيان».
صاغ ماكينا مفهومًا عن طبيعة الوقت استنادًا إلى الأنماط الكسيرية التي ادعى اكتشفتها في ايجنغ (كتاب التغيرات)، والذي أطلق عليه نظرية الحداثة، واقترح أن هذا تنبأ بنهاية الزمن، وانتقال للوعي في عام 2012. يعتبر ترويجه لنظرية الحداثة وعلاقتها بتقويم المايا أحد العوامل التي أدت إلى المعتقدات المنتشرة حول إسخاتولوجيا عام 2012. تعتبر نظرية الحداثة علمًا زائفًا.

## سيرة حياتية

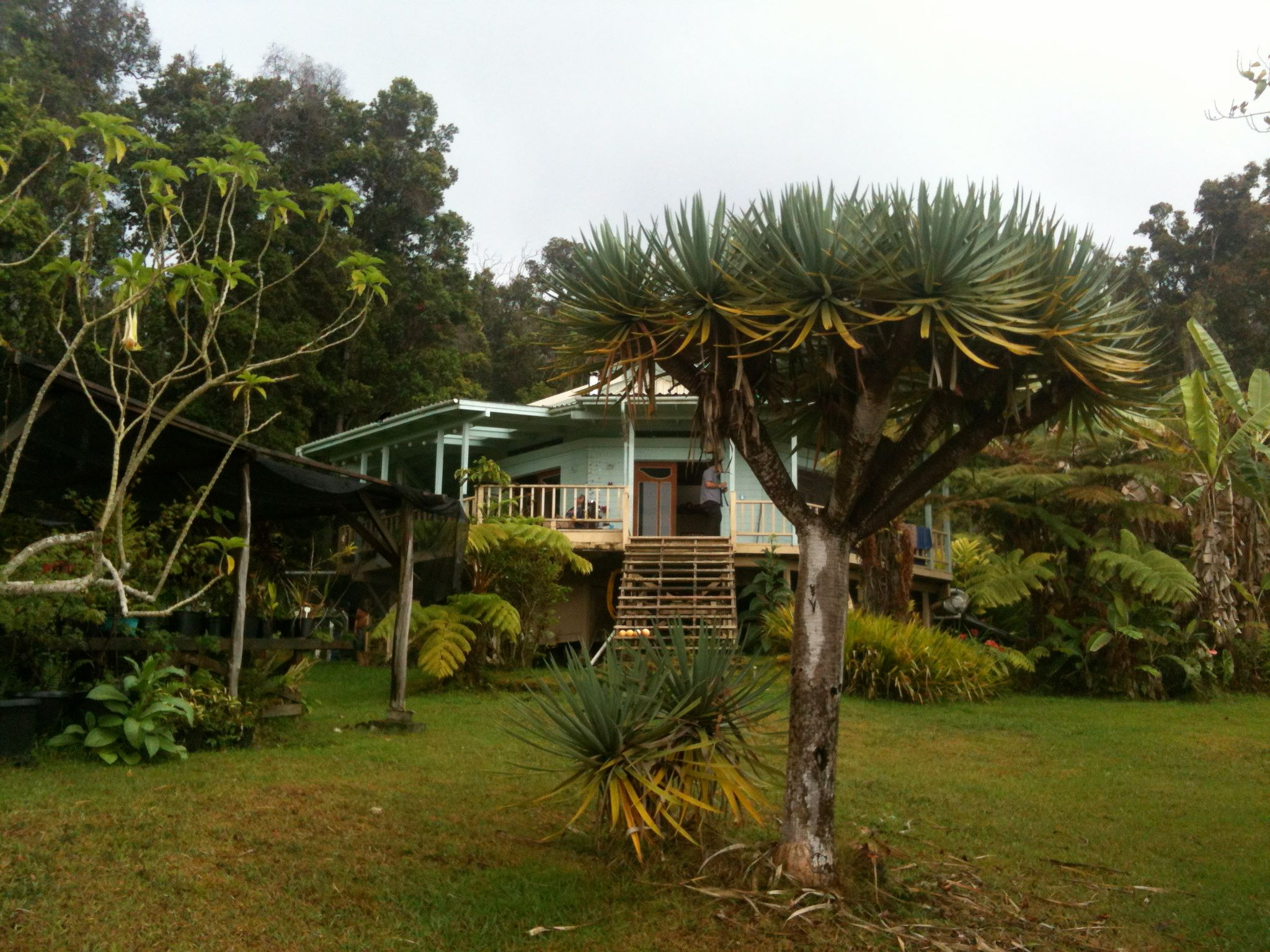
محمية نباتية عرقية غير ربحية في جزيرة هاواي الكبرى أسستها كاثلين هاريسون وتيرينس ماكينا في عام 1985

### النشأة
ولد تيرينس ماكينا وترعرع في باونيا بكولورادو، وكان له أصل أيرلندي من جانب والده من العائلة.
كان البحث عن الأحفوريات هواية ماكينا في شبابه، ومنها اكتسب تقديرًا علميًا عميقًا للطبيعة. أصبح مهتمًا بعلم النفس في سن صغيرة، حيث قرأ كتاب كارل يونغ «علم النفس والخيمياء» في سن العاشرة. كان هذا هو نفس السن الذي أدرك فيه ماكينا لأول مرة وجود الفطر السحري، عندما قرأ مقالًا بعنوان «البحث عن الفطر السحري» والذي ظهر في إصدار 13 مايو 1957 من مجلة لايف.
في سن 16، انتقل ماكينا إلى لوس ألتوس في كاليفورنيا للعيش مع أصدقاء العائلة لمدة عام. أنهى دراسته الثانوية في لانكستر بكاليفورنيا. في عام 1963، قُدِّم ماكينا إلى العالم الأدبي للعقارات المخلة بالنفس من خلال أبواب الإدراك والجنة والجحيم من تأليف ألدوس هكسلي، وأيضًا إصدارات معينة من ذا فيلدج فويس (صوت القرية) التي نشرت مقالات عن العقارات المخلة بالنفس.
قال ماكينا أن إحدى تجاربه المخلة بالنفس المبكرة مع بذور مجد الصباح أظهرت له «أن هنالك شيئًا يستحق الملاحقة»، وزعم في المقابلات أنه اعتاد أن يدخن القنب يوميًا منذ فترة مراهقته.

### الدراسة والسفر
في عام 1965، التحق ماكينا بجامعة كاليفورنيا في بيركلي وقُبل في كلية توسمان التجريبية. في عام 1967، أثناء وجوده في الكلية، اكتشف وبدأ بدراسة الشامانية من خلال دراسة دين الشعب التبتي. في نفس العام، الذي أسماه «مرحلة الأفيون والقبالة» الخاصة به، سافر ماكينا إلى القدس، حيث التقى كاثلين هاريسون، عالمة النباتات الشعبية التي أصبحت فيما بعد زوجته.
في عام 1969، سافر ماكينا إلى نيبال مقادًا باهتمامه بالرسم التبتي والشامانية المهلسة. بحث عن الشامان المتبعين لتقاليد بون التبتية، محاولًا معرفة المزيد عن الاستخدام الشاماني للنباتات الرؤيوية. خلال فترة وجوده هناك، درس اللغة التبتية، كما عمل مهربًا للحشيش، ذلك حتى «سقطت إحدى شحناته من بومباي إلى أسبن في أيدي الجمارك الأمريكية». بدأ بعد تلك الحادثة في التجول خلال جنوب شرق آسيا لمشاهدة الآثار، وقضى بعض الوقت كجامع فراشات محترف في إندونيسيا.
بعد وفاة والدته بسبب السرطان في عام 1971، سافر ماكينا وشقيقه دينيس وثلاثة أصدقاء إلى الأمازون الكولومبي بحثًا عن أُو-كو-هي، وهو تحضير نباتي يحتوي على دي إم تي (ثنائي مثيل تربتامين)، ولكن بدلاً من أُو-كو-هي، وجدوا حقولًا مليئة بفطر السيلوسب الكوبي العملاق، والذي أصبح الاهتمام الجديد للرحلة. في لا كوريرا، نتيجة لإلحاح من شقيقه، شارك ماكينا في تجربة مخلة بالنفس، حاول فيها الإخوة ربط هارماين (الهارماين هو مركب مخل آخر يستخدمونه بشكل متآزر مع الفطر) مع الحمض النووي العصبي الخاص بهم، من خلال استخدام مجموعة معينة من الأساليب الصوتية. افترضوا أن هذا سيتيح لهم الوصول إلى الذاكرة الجماعية للجنس البشري، وإظهار حجر فلاسفة الخيميائيين الذي اعتبروا أنه «اتحاد فائق الأبعاد للروح والمادة». زعم ماكينا أن التجربة جعلته على اتصال بـ«لوغوس»: صوت تثقيفي إلهي يعتقد أنه شمولي للتجربة الدينية الرؤيوية. غالبًا ما أشار ماكينا إلى الصوت باسم «الفطر» و«الصوت المعلم» من بين أسماء أخرى. دفعت اكتشافات الصوت الشهيرة وتجربة شقيقه الغريبة المتزامنة إلى استكشافه بنية شكل مبكر من الايجنغ، مما أسفر عن ظهور «نظرية الحداثة». أثناء إقامتهم في منطقة الأمازون، أصبح ماكينا أيضًا متورطًا عاطفيًا مع مترجمته، إيف.
في عام 1972، عاد ماكينا إلى الجامعة ببيركلي لإنهاء دراسته، وفي عام 1975، تخرج بدرجة علمية في علم البيئة والشامانية والحفاظ على الموارد الطبيعية. في خريف عام 1975، بعد انفصاله عن صديقته إيف في وقت سابق من العام، استأنف ماكينا علاقة مع زوجته المستقبلية وأم طفليه، كاثلين هاريسون.
بعد فترة وجيزة من التخرج، نشر ماكينا ودينيس كتابًا مستوحى من تجاربهم في الأمازون، بعنوان المشهد الخفي: العقل، والمهلوسات، والايجنغ. كانت تجارب الإخوة في منطقة الأمازون في وقت لاحق محور التركيز الرئيسي لكتاب ماكينا هلوسات حقيقية، والذي نُشر عام 1993. بدأ ماكينا أيضًا في إلقاء المحاضرات محليًا حول بيركلي، وبدأ في الظهور في بعض محطات الراديو تحت الأرض.

## وصلات خارجية
- الموقع الرسمي
- تيرينس ماكينا على موقع IMDb (الإنجليزية)
- تيرينس ماكينا على موقع ميوزك برينز (الإنجليزية)
- تيرينس ماكينا على موقع إن إن دي بي (الإنجليزية)
- تيرينس ماكينا على موقع أول ميوزيك (الإنجليزية)
- تيرينس ماكينا على موقع ديسكوغز (الإنجليزية)
- تيرينس ماكينا على موقع ديسكوغز (الإنجليزية)
- تيرينس ماكينا على موقع قاعدة بيانات الفيلم (الإنجليزية)